# Таблет
Таблет–компютър (на английски: tablet computer – планшетен компютър или електронен планшет), или просто таблет, е вид мобилно устройство със средни размери. Отличителната му черта е наличието на сензорен екран и липсата на хардуерна клавиатура.
Съвременните таблети позволяват въвеждане на информацията чрез докосване на екрана с пръсти или специална писалка (стилус). На компютърния пазар таблетите имат по-скоро междинна роля, разположени между пълнофункционалните, мощни преносими компютри и джобните смартфони.

## История
Таблетът като устройство за въвеждане на информация е известен отдавна (виж Графичен таблет). Последният обаче си остава периферно устройство, докато съвременните таблет компютри имат собствен процесор и операционна система, притежават съвсем различен потребителски интерфейс и са напълно функционални компютри, сравними с лаптоп или нетбук. Предшественик на съвременните таблети е Tablet PC, въведен от Майкрософт през 2000 и базиран на Windows XP.
Първите таблет компютри са базирани най-често на системата X86 , напълно функционални са и използват модифицирана операционна система (като Windows и Ubuntu Linux). Те имат не само физически клавиатура и мишка, но и сензорен екран. Тези таблети имат нужда от стилус за работа с дисплея.
През 2010 г. Apple Inc. пуска на пазара своя iPad. Този таблет е потребителско устройство, предназначено главно за медийно потребление: достъп до интернет, четене на електронни книги, вестници и списания, гледане на снимки и клипове и игри.
От средата на 2010 г. на пазара излизат таблети и на други компании. Сред предимствата на новото поколение таблети е, че дори самите потребители могат да създават приложения за тях.

## Таблетите срещу традиционните лаптопи
Предимствата и недостатъците на двата типа компютри са много субективни. Неща, които се харесват на едни потребители, не се харесват на други. Изброените по-долу предимства и недостатъци са основани на най-честите мнения относно таблетите и лаптопите.

### Предимства на таблетите
- По-леки са.
- Благодарение на сензорните екрани, в някои случаи работата е много лесна и бърза.
- По-лесно се въвеждат диаграми и символи.
- Много потребители смятат за по-забавно използването на стилус и натискането с него върху иконките на екрана, работата с мишка; таблетите са много удобни в някои отношения, в които с нормалните лаптопи е трудно да се работи – например когато потребителят е легнал на диван или легло или работи с 1 ръка.

### Недостатъци
- По-бавно се въвежда текст. Писането на ръка върху екрана често е по-бавно от въвеждането с клавиатура.
- С по-слаби характеристика са. Таблетите най-често са с в граден графичен процесор и не са подходящи за „тежки“ програми.[7]

## Видове таблети
Има няколко вида таблети. Те се различават по външен вид, предназначение и големина.

### Таблети тип iPad
Тези таблети не разполагат с клавиатура и мишка. Всички функции и програми са достъпни само с натискане с пръст или стилус върху екрана. Тези таблети са с размери между 8,4 и 14,1 инча (21,3 см и 35,8 см). Хубавото на този тип компютри е, че имат по-малко движещи се части и не са толкова чупливи. Освен това са леки и удобни за носене.

### Сгъваеми таблети
Таблетите от този тип приличат на нормалните лаптопи. Имат клавиатура. Интересното при тях е, че дисплеят може да се върти на 180 градуса и застава върху клавиатурата. Това тяхно качество ги прави много уязвими. Този въртящ механизъм лесно може да бъде повреден при падане.

### Хибридни таблети
Пример за такива таблети са HP Compaq TC1000 и HP Compaq TC1100, които имат функции като сгъваемите и като таблетите от типа на iPad. При тях екраните са touch-screen.

## Видове екрани
Главната характеристика на таблетите е, че при тях входно-изходно устройство е техният дисплей със сензорен екран. Има 2 вида екрани – съпротивителни (Resistive) и капацитивни (Capacitive).

### Съпротивителни екрани
Съпротивителните сензорни екрани са пасивни и реагират на всички видове натиск върху екрана. Те позволяват висока степен на точност, но може да изискват калибриране. Благодарение на високата разделителна способност при съпротивителните екрани често се използва стилус. Същевременно възможностите за разпознаване на допира с пръсти, и то едновременно в няколко точки (multi-touch), са доста ограничени, въпреки че съществуват възможности за прилагането му.

### Капацитивни екрани
Капацитивните сензорни екрани обикновено разпознават допира по-точно от съпротивителните екрани. Дисплеите от този тип нямат нужда от ползване на стилус. Те разпознават едновременния допир с пръсти в няколко точки. Благодарение на това възможностите за ползване на multi-touch технологията са доста по-големи от тези при съпротивителните екрани.

### Геймърски таблети
Някои таблети са модифицирани, като са добавени физически бутони за геймпад, като D-pad и палци, за по-добро изживяване в игрите, съчетано със сензорния екран и всички други функции на типичния таблет. Повечето от тези таблети са предназначени за стартиране на игри за собствена операционна система и емулаторни игри. Пример за това е Shield Tablet на Nvidia с 8-инчов (200 мм) дисплей и с операционна система Android. На него се изпълняват игри за Android, закупени от магазина Google Play. Компютърни игри могат да се предават на таблета и от компютри с някои модели видеокарти от по-висок клас, захранвани от Nvidia. Хибридната конзола Nintendo Switch също е геймърски таблет, който работи със системния софтуер Nintendo Switch, разполага със сменяеми контролери Joy-Con с управление чрез движение и три режима на игра: режим на маса с помощта на стойката, традиционен режим на докинг/телевизор и режим на джобно устройство.